# Google Lunar X Prize
Google Lunar X PRIZE — премія, яку заснували Фонд X-Prize та компанія Google. Була б вручена команді, спроможній створити місяцехід, що задовольняє заданим умовам. Призовий фонд складав $30 млн і поділявся на Перший (Головний) приз в $20 млн, Другий приз в $5 млн і декілька Додаткових премій на загальну суму $5 млн. За умовами конкурсу, у випадку, якщо яка-небудь держава відправить на Місяць місяцехід, створений на урядові гроші, розмір головного призу зменшиться до $15 млн.
Конкурс на здобуття премії було оголошено 13 вересня 2007 в Санта-Моніці (Каліфорнія, США). У цей же день відбулася конференція-презентація проєкту в Лос-Анджелесі (Каліфорнія, США).
Умови конкурсу (повна місія) включає 3 основних завдання:
- М'яка посадка на місячну поверхню;
- Пересування (мобільність) по місячній поверхні (не менше 500 м);
- Передача на Землю зображень і відео у високій роздільності.

24 січня 2017 року було оголошено 5 команд-фіналістів. SpaceIL, Moon Express, Synergy Moon, Team Indus, та Team Hakuto (зараз ispace) затвердили контракти на запуск у 2017 році (з Spaceflight Industries, Rocket Lab, Interorbital Systems і спільний пуск від ISRO для останніх двох команд).
У січні 2018 року, позаяк стало зрозуміло, що жодна із команд не здатна виконати ні одну з умов конкурсу до дедлайну (31 березня 2018 року), організатори конкурсу вирішили його не продовжувати.

## Мета конкурсу
За словами голови і засновника фонду Пітера Діамандіса
«Мета конкурсу в тому, щоб стимулювати розвиток недорогих методів для автоматизованого дослідження космосу. Ми сподіваємося, що з допомогою конкурсу буде створена технологія, яка дійсно почне комерційну революцію, будуть створені нові типи компаній і нові типи космічних апаратів для дослідження космічного простору»
«що значно зменшить вартість дослідження космосу».

### Місяць 2.0 (Moon 2.0)
Місяць 2.0, друга ера місячних досліджень, почнеться не заради того, щоб залишити на супутнику Землі «прапори і сліди». На цей раз ми летимо на Місяць, щоб залишитися на ньому. Місяць — це наші двері в Сонячну систему і джерело вирішення деяких з найнагальніших екологічних проблем, з якими ми стикаємося на Землі, а саме: виснаження енергетичних ресурсів і зміна клімату. Уряди країн усього світу визнають важливість дослідження Місяця, а державні космічні агентства в США, Росії, Китаї, Індії, Японії і Європі планують відправити на Місяць автоматичні космічні станції вже у найближчому десятилітті.
Сьогодні межею, досягнутою приватними особами і компаніями, є німб з телекомунікаційних супутників на геостаціонарній орбіті на відстані 38 616 км від поверхні Землі. Проєкт Google Lunar X PRIZE ставить перед підприємцями завдання підняти планку вдесятеро і взяти участь у цій великій місячної місії.

## Умови конкурсу
У даний момент доступні «попередні умови», які обговорюються з учасниками, які подали заявки на участь.
Деякі положення роз'яснюються на офіційному сайті Конкурсу в розділі «Офіційні запитання і відповіді».
Повні остаточні умови конкурсу будуть прийняті і опубліковані не пізніше ніж 1 січня 2009. При цьому деякі з деталей Конкурсу будуть затверджені «не пізніше 20 липня 2009 року» (наприклад, склад корисного навантаження, що доставляється на Місяць).

### Основні положення Конкурсу
- До участі в Конкурсі допускаються команди з будь-яких країн, без обмеження за расовою, національною або іншою ознакою.
- Створення апарата має провадитись на гроші приватних інвесторів. Частка приватних та не-урядових джерел має становити не менше 90 % від загального обсягу фінансування.
- Перед участю в конкурсі кожна команда має подати заявку, пройти реєстрацію і сплатити вступний внесок (близько, але не більше $10 тис.)

### Призи
Засновані наступні призи та премії:
- Перший приз (Головний приз) — вручається зареєстрованій Команді, яка першою повністю виконає всі основні завдання Конкурсу (див. нижче). Розмір Головного призу становить $20 млн, і він буде зменшений до $15 млн у випадку, якщо фінансована державою місія успішно досліджує місячну поверхню до того моменту, коли це зробить приватна компанія. Таке державне дослідження місяця заплановано в 2013 році. Приз буде діяти до 31 грудня 2015.
- Другий приз вручається Команді, яка другий повністю виконає всі основні завдання Конкурсу. Проте, можливий варіант, що другий приз буде вручений навіть раніше за Головний приз: на розсуд організаторів другий приз може бути вручений, якщо Команда виконала більшість умов конкурсу, але один з пунктів виявився не виконаним, хоча Команда і намагалася його виконати (наприклад, апарат здійснив м'яку посадку, передав обидві передачі на Землю, але через технічний збій не зміг проїхати 500 м). Розмір другого призу становить $5 млн і буде діяти до 31 грудня 2017.
- Додаткові премії будуть вручати за додаткові досягнення понад встановленими обов'язковими основними завданнями. Загальний призовий фонд Додаткових премій — $5 млн (точний розмір премії за кожне додаткове досягнення буде затверджений не пізніше 20 липня 2009).

### Основні завдання конкурсу
- М'яка посадка: Посадка на місячну поверхню повинна бути досить м'якою лише в тій мірі, щоб забезпечити достатнє виживання (збереження) обладнання, необхідного для виконання наступних завдань конкурсу.

Місце посадки обирається командою досить довільно і самостійно, але має бути погодженим із Фондом. Мета цієї вимоги — усунути непотрібні ризики по відношенню до ділянок місячної поверхні, важливих з історичної або з наукової точок зору.
Апарат повинен доставити на Місяць також корисне навантаження. До корисного навантаження буде входити «дощечка» («вимпел»), яку виготовить Фонд. Вага корисного навантаження буде не більше 500 грам.
Точний склад корисного навантаження визначить Фонд X Prize не пізніше 20 липня 2009. Апарат повинен пройти по місячній поверхні не менше 500 м. Мета даної вимоги — продемонструвати можливість «достатньо вільного переміщення по місячній поверхні в будь-якому досить довільно обраному напрямку». Апарат повинен передати на Землю заздалегідь обумовлений обсяг інформації, куди увійдуть фото- та відеозображення, а також обсяг заздалегідь записаних на Землі даних. Загальний обсяг переданої інформації повинен бути не менше 500 мегабайт за 2 сеанси зв'язку.

### Додаткові завдання конкурсу
Додатковими досягненнями можуть бути:
- Премія «Спадщина» — за виявлення і пересилання на землю фото/відео зображень апаратів, які відвідали Місяць раніше. Наприклад: Surveyor, Аполлон, Місяцехід і т. ін.
- Водна премія — за виявлення води на Місяці.
- Премія протяжності (дальності) — за те, що апарат переміститься по поверхні Місяця на відстань більше 5 км
- Премія виживання (довговічності) — за успішну роботу протягом 2-х місячних днів.
- Премія різноманіття (різнорідності, несхожості) — команді, яка продемонструє найбільшу різноманітність учасників команди (національність, стать, раса і т. д.)

## Учасники конкурсу
Список активних учасників
| Країна            | Команда | Назва апарата                                               | Тип апараа                        | Стан                                                        | Посилання     |
| ----------------- | --- | ----------------------------------------------------------- | --------------------------------- | ----------------------------------------------------------- | ------------- |
| Ізраїль           | SpaceIL | Берешит                                                     | посадковий модуль                 | Запущено 22 лютого 2019                                     | [ 13 ]        |
| Німеччина         | PTScientists | ALINA, Audi Lunar Quattro                                   | Посадковий модуль, ровер          | Запуск заплановано на поч. 2020                             | [ 14 ]        |
| США               | Moon Express | MX                                                          | Посадковий модуль, орбітер        | В розробці, запуск заплановано на 2019                      | [ 16 ] [ 17 ] |
| США               | Astrobotic [Архівовано 12 вересня 2017 у Wayback Machine.]                                                                   | Griffin                                                     | Посадковий модуль                 | В розробці                                                  | [ 18 ]        |
| США               | Astrobotic [Архівовано 12 вересня 2017 у Wayback Machine.]                                                                   | Polaris                                                     | Планетохід                        | В розробці                                                  | [ 19 ]        |
| Італія            | Team Italia [Архівовано 19 грудня 2017 у Wayback Machine.]                                                                   | Amalia                                                      | Посадковий модуль + Планетохід    | В розробці                                                  | [ 20 ]        |
| США               | STELLAR [Архівовано 5 жовтня 2015 у Wayback Machine.]                                                                        | Stellar Eagle                                               | Планетохід                        | В розробці                                                  | [ 21 ]        |
| Малайзія          | Independence-X [Архівовано 4 листопада 2017 у Wayback Machine.]                                                              | ILR-1                                                       | Планетохід                        | В розробці                                                  | [ 22 ]        |
| США               | Omega Envoy [Архівовано 27 жовтня 2017 у Wayback Machine.] разом з AngelicvM [Архівовано 16 березня 2016 у Wayback Machine.] |                                                             | Посадковий модуль                 | В розробці                                                  | [ 24 ]        |
| США               | Omega Envoy [Архівовано 27 жовтня 2017 у Wayback Machine.] разом з AngelicvM [Архівовано 16 березня 2016 у Wayback Machine.] | Sagan                                                       | Планетохід                        | В розробці                                                  |               |
| Міжнародний склад | Synergy Moon [Архівовано 27 жовтня 2017 у Wayback Machine.]                                                                  | Tesla                                                       | Планетохід                        | В розробці; в 2017 р. заплановано запуск в рамках контракту | [ 26 ]        |
| Міжнародний склад | Euroluna [Архівовано 7 жовтня 2017 у Wayback Machine.]                                                                       | ROMIT                                                       |                                   | В розробці                                                  | [ 27 ]        |
| Япония            | Hakuto [Архівовано 9 листопада 2017 у Wayback Machine.]                                                                      | стикування до посадкового модулю Griffin команди Astrobotic | Посадковий модуль                 | В розробці; в 2017 р. заплановано запуск в рамках контракту | [ 30 ]        |
| Япония            | Hakuto [Архівовано 9 листопада 2017 у Wayback Machine.]                                                                      | Moonraker і Tetris                                          | Планетохід                        | В розробці; в 2017 р. заплановано запуск в рамках контракту |               |
| Угорщина          | Puli Space Technologies |                                                             | Планетохід                        | В розробці                                                  | [ 31 ]        |
| Бразилія          | SpaceMETA [Архівовано 17 жовтня 2017 у Wayback Machine.]                                                                     | Lumem                                                       | Кулеподібний ударний Зонд         | В розробці                                                  | [ 32 ]        |
| Канада            | Team Plan B [Архівовано 27 жовтня 2017 у Wayback Machine.]                                                                   | Plan B                                                      |                                   | В розробці                                                  | [ 33 ] [ 34 ] |
| Чилі              | AngelicvM [Архівовано 16 березня 2016 у Wayback Machine.] разом з Omega Envoy [Архівовано 6 жовтня 2017 у Wayback Machine.]  | Dandelion                                                   | Планетохід                        | В розробці                                                  | [ 35 ]        |
| Індія             | Team Indus [Архівовано 31 жовтня 2017 у Wayback Machine.]                                                                    | HHK1                                                        | Посадковий модуль + 2 планетоходи | В розробці; в 2017 р. заплановано запуск в рамках контракту | [ 36 ]        |

Реєстрація нових учасників проєкту закінчена 31 грудня 2010.

## Інші Космічні програми Фонду
Конкурс входить в «космічну» частина програм фонду, в яку входять:
- X Prize / Ansari X Prize — Перший проєкт Фонду: премія $10 млн за суборбітальний політ, виконаний приватною компанією двічі протягом 2 тижнів на одному кораблі багаторазового використання. Умови конкурсу оголошені 18 травня 1996. Премія була вручена 6 листопада 2004 за політ на кораблі SpaceShipOne.
- X PRIZE Cup — щорічні змагання на Кубок X-Prize. Про рішення проводити змагання було оголошено в липні 2003. Перші змагання були проведені в жовтні 2005. Однак до «гонок космічних кораблів» поки справа не дійшла. Зараз це своєрідна виставка останніх досягнень приватної космонавтики. Під час виставки також проводяться різні конкурси, наприклад, щодо створення посадочного модуля для м'якої посадки на місяць[37].
- Northrop Grumman Lunar Lander Challenge — конкурс з розробки місячного посадкового модуля, що проводиться в рамках X PRIZE Cup.
- Rocket Racing League — гонки на ракетопланах[38].